# La Cárcoba

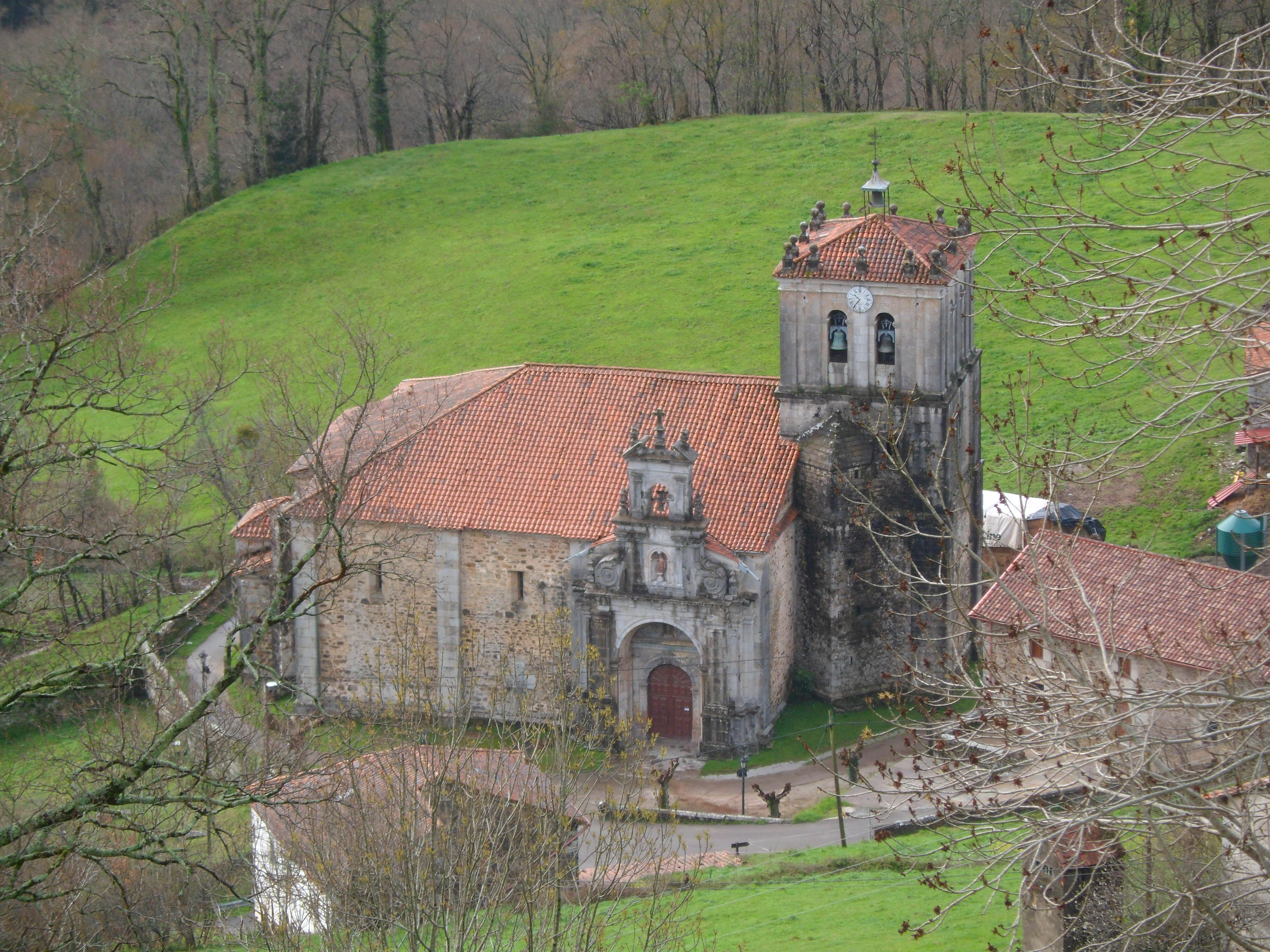
Iglesia de Nuestra Señora de Miera

La Cárcoba es uno de los barrios del pueblo de Miera, capital del municipio de Miera (Cantabria, España). La capital municipal ha sido históricamente el propio pueblo de Miera, coincidente con el nombre del municipio. En el año 2021 contaba con una población de 60 habitantes (INE). La localidad se encuentra a 426 m s. n. m., y está a 38 kilómetro de distancia de la capital cántabra Santander.

## Arquitectura y patrimonio
La iglesia parroquial del pueblo, dedicada a Nuestra Señora de la Asunción es Bien de Interés Cultural desde 1988.
Se pueden encontrar por la zona cabañas pasiegas.